# Saretschenskoje (Kaliningrad)
Saretschenskoje (russisch Зареченское, deutsch Groß Sobrost, 1928–1945 Sobrost) ist ein Ort in der russischen Oblast Kaliningrad (Gebiet Königsberg (Preußen)) und gehört zur Gorodskoje posselenije Schelesnodoroschnoje (Stadtgemeinde Schelesnodoroschny (Gerdauen)) im Rajon Prawdinsk (Kreis Friedland (Ostpr.)).

## Geographische Lage
Saretschenskoje liegt im ehemaligen Ostpreußen, etwa acht Kilometer nordwestlich von Krylowo (Nordenburg)  und zehn  Kilometer östlich von Schelesnodoroschny (Gerdauen)   an einer Nebenstraße, die Obilnoje (Klein Sobrost) an der russischen Fernstraße A 196 (ehemalige deutsche Reichsstraße 131) mit Kotschkino (Popowken, 1938–1945 Neusobrost) und Panfilowo (Klonofken, 1938–1945 Dreimühl) verbindet. Ein Bahnanschluss besteht nicht.

## Geschichte
Im 18. Jahrhundert waren die Ortsnamen Groß Sabrost und Groß Sobrost in Gebrauch.
Um die Mitte des 14. Jahrhunderts setzte der Deutsche Orden die Besiedlung der Wildnis in der Umgebung der Stadt Nordenburg fort; bereits 1366 wird ein suburbium erwähnt, 1374 wurden zehn preußische Reiterdienste angelegt, und 1388 kamen in Sobrost sechs Güter hinzu. Um 1785 wird Groß Sabrost als ein adliges Gut  und Bauerndorf mit einer Wassermühle und 32 Feuerstellen (Haushaltungen) bezeichnet.
Die  Landgemeinde Groß Sobrost und der vordem noch selbständige Gutsbezirk gleichen Namens gehörten zu den sieben Kommunen, die 1874 den neu errichteten Amtsbezirk Sobrost bildeten. Er gehörte bis 1945 zum Landkreis Gerdauen im Regierungsbezirk Königsberg der preußischen Provinz Ostpreußen.
Im Jahre 1910 zählte die Landgemeinde 139 und der Gutsbezirk 182 Einwohner.
Am 30. September 1928 schlossen sich die Landgemeinde Groß Sobrost und der Gutsbezirk Groß Sobrost zur neuen Landgemeinde Sobrost zusammen. 1933 lebten hier 305, 1939 noch 295 Einwohner.
1945 wurde Sobrost mit dem ganzen nördlichen Ostpreußen gemäß dem Potsdamer Abkommen unter sowjetische Verwaltung gestellt.  Gross Sobrost erhielt 1947 den Namen „Saretschenskoje“. Bis 2009 war der Ort innerhalb der seit 1991/92 russischen Verwaltungsgebiets Oblast Kaliningrad in den Krylowski sowjet (Dorfsowjet Krylowo (Nordenburg)) eingegliedert, ist seither – aufgrund einer Struktur- und Verwaltungsreform – eine als „Siedlung“ (possjolok) eingestufte Ortschaft innerhalb der Gorodskoje posselenije Schelesnodoroschnoje (Stadtgemeinde Schelesnodoroschny (Gerdauen)) im Rajon Prawdinsk.

### Demographie
| Jahr | Einwohnerzahl | Anmerkungen                                                                                    |
| 1785 | –             | 32 Feuerstellen (Haushaltungen)                                                                |
| 1818 | 255           | [ 10 ]                                                                                         |
| 1831 | 327           | [ 11 ]                                                                                         |
| 1852 | 289           | davon 157 in der Landgemeinde und 132 im Gutsbezirk                                            |
| 1858 | 255           | davon 145 in der Landgemeinde und 110 auf dem Rittergut, sämtlich Evangelische                 |
| 1864 | 320           | am 3. Dezember, davon 172 in der Landgemeinde und 148 auf dem Rittergut                        |
| 1867 | 347           | am 3. Dezember, davon 172 in der Landgemeinde und 175 auf dem Rittergut                        |
| 1871 | 359           | am 1. Dezember, davon 154 in der Landgemeinde und 205 auf dem Rittergut, sämtlich Evangelische |
| 1910 | 321           | am 1. Dezember, davon 139 in der Landgemeinde und 182 im Gutsbezirk.                           |
| 1933 | 305           | [ 17 ]                                                                                         |
| 1939 | 295           | [ 17 ]                                                                                         |

### Amtsbezirk Sobrost
Am 9. April 1874 wurde der Amtsbezirk Sobrost (Verwaltungssitz: Groß Sobrost) aus vier Landgemeinden und drei Gutsbezirken gebildet:
| Name (bis 1947/1950)           | Heutiger Name   | Bemerkungen                                      |
| ------------------------------ | --------------- | ------------------------------------------------ |
| Landgemeinden:                 |                 |                                                  |
| Agonken 1938–1945: Altsiedel   | Kotschubejewo   | 1928 in die Landgemeinde Klonofken eingegliedert |
| Groß Sobrost                   | Saretschenskoje | 1928 in die Landgemeinde Sobrost eingegliedert   |
| Klein Sobrost                  | Obilnoje        | 1928 in die Landgemeinde Popowken eingegliedert  |
| Klonofken 1938–1945: Dreimühl  | Panfilowo       |                                                  |
| Gutsbezirke:                   |                 |                                                  |
| Damerau                        | Degtjarjowo     | 1928 in die Landgemeinde Klonofken eingegliedert |
| Groß Sobrost                   | Saretschenskoje | 1928 in die Landgemeinde Sobrost eingegliedert   |
| Popowken 1938–1945: Neusobrost | Kotschkino      | 1911 Umwandlung in eine Landgemeinde             |

Am 1. Januar 1945 gehörten noch die drei Gemeinden Dreimühl, Neusobrost und Sobrost zum Amtsbezirk Sobrost.

## Kirche
Die Bevölkerung von (Groß) Sobrost war vor 1945 überwiegend evangelischer Konfession und war in das Kirchspiel der Kirche Assaunen (1945 dem Verwaltungsgebiet  der Volksrepublik Polen zugeschlagen) (polnisch: Asuny) eingepfarrt. Es gehörte zum Kirchenkreis Gerdauen (russisch: Schelesnodoroschny) in der Kirchenprovinz Ostpreußen der Kirche der Altpreußischen Union. Letzter deutscher Geistlicher war Pfarrer Emil Stascheit.
Heute liegt Saretschenskoje innerhalb der Kirchenregion Tschernjachowsk (Insterburg), die der Propstei Kaliningrad innerhalb der Evangelisch-Lutherischen Kirche Europäisches Russland zugeordnet ist.

## Persönlichkeiten
- Lotar Weber, Besitzer des Ritterguts Groß Sobrost im 19. Jahrhundert,  Verfasser u. a. einer Monographie zur Kulturgeschichte Preußens im Spätmittelalter[21]